# Estación Buin
Buin es una estación ferroviaria ubicada en la comuna homónima, en el kilómetro 31 de la línea Longitudinal Sur. Es detención del servicio Tren Rancagua-Estación Central, el cual transporta gran cantidad de público.

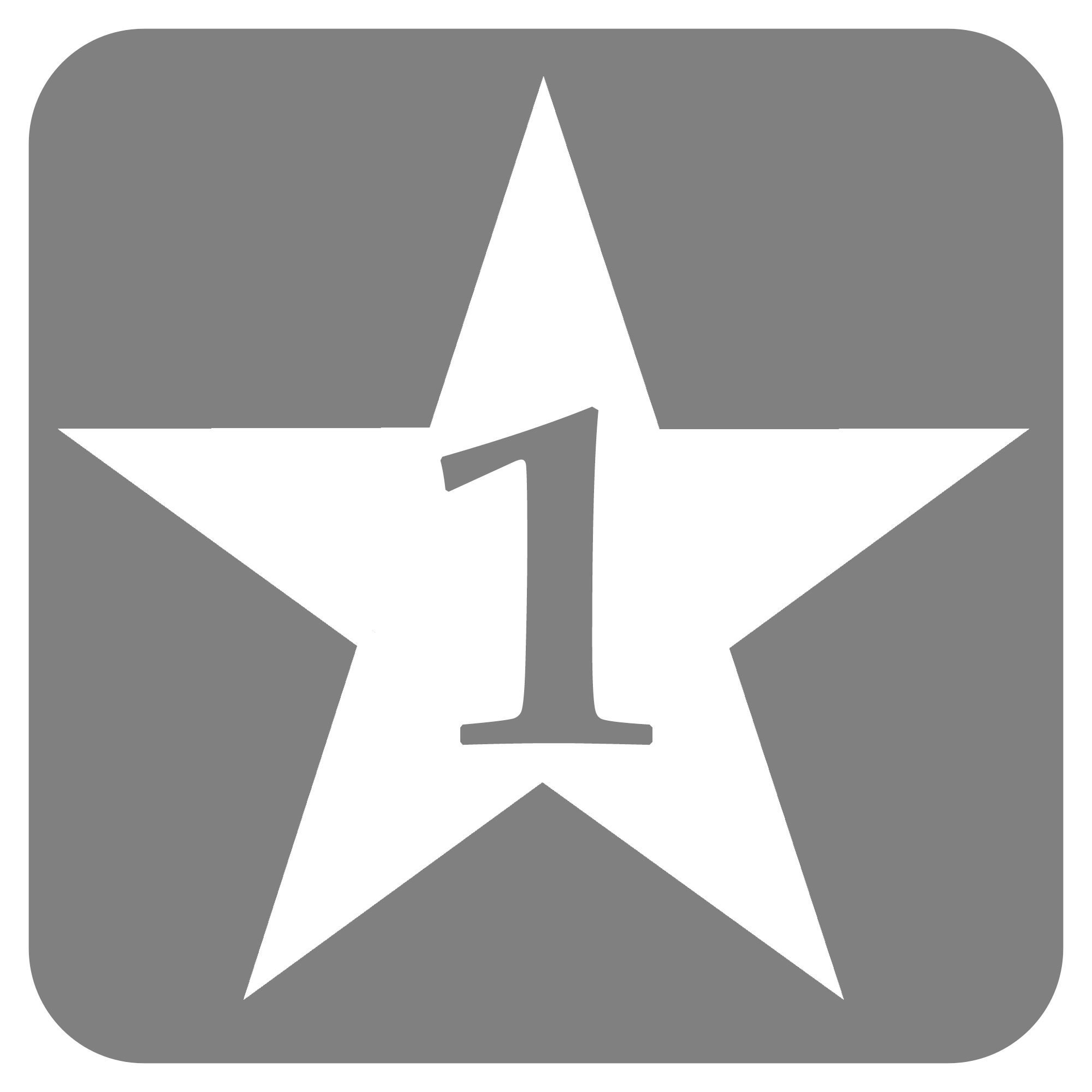
Pictograma que identificaba a la estación en 2001.

Cuenta con un patio de rieles característico de las estaciones ubicadas en la red sur, además de una caseta de movilización, y 2 andenes iluminados para atender a los pasajeros del Metrotren; con la habilitación de dicho servicio el edificio histórico de la estación albergó inicialmente a las boleterías hasta que fue construida una nueva edificación para ellas y la construcción original quedó en desuso.
Hacia 2022 el edificio histórico de la estación se encontraba abandonado, mientras que la cabina de movilización se encuentra en buen estado de conservación.

## Servicios actuales
- Tren Rancagua-Estación Central